# Aberdeen, Hồng Kông
Aberdeen /æbərˈdiːn/ ⓘ là một khu dân cư và thị trấn ở phía tây nam của đảo Hồng Kông, còn về mặt hành chính, nó là một phần của Quận Nam. Đồng thời, đây là thị trấn lớn nhất bên ngoài khu vực đô thị chính trên đảo Hồng Kông. Tên của khu vực,"Aberdeen", có thể được hiểu theo nghĩa rộng hơn để bao gồm các khu vực lân cận như Aberdeen (thị trấn), Hoàng Trúc Khanh, Áp Lợi Châu, Điền Loan, Hoa Quý Thôn và Hoa Phú Thôn, tuy nhiên, nó thường được dùng để nói đến thị trấn. Theo số liệu từ cuộc điều tra dân số năm 2011, có khoảng 80.000 người sống tại khu Aberdeen.
Aberdeen nổi tiếng không chỉ với khách du lịch mà còn với người dân nơi đây vì ngôi làng chài và các nhà hàng hải sản nổi trên mặt nước nằm ở cảng Aberdeen. Người Đản Gia (Tanka), những người từng sống trên những chiếc ghe thuyền ở hải cảng Aberdeen, thường liên quan đến hoạt động đánh bắt cá. Hiện vẫn còn vài chục người trong số họ sống trên những chiếc thuyền ở bến cảng.

## Từ nguyên
Thị trấn này được đặt tên để tưởng nhớ tới George Hamilton-Gordon, Bá tước thứ tư của Aberdeen, cựu Thủ tướng Vương quốc Anh (1852–1855) và cựu Ngoại trưởng Ngoại giao (1841–1846). Tước hiệu của vị chính khách trên đã được đặt cho cho một thành phố ở Scotland. Còn"Aberdeen"của Hồng Kông cũng là tên của một hải cảng và bất động sản nhà ở:
- Cảng Aberdeen là bến cảng giữa Aberdeen (thị trấn) và Áp Lợi Châu, và là một trong chín hải cảng ở Hồng Kông. Nó được biết đến với phong cảnh của nó và là một điểm du lịch nổi tiếng. Trong suốt khoảng thời gian tạm dừng đánh bắt cá hay khi có bão nhiệt đới, Nơi trú ẩn Bão nhiệt đới Aberdeen sẽ cung cấp chỗ neo thuyền cho các tàu cá thuộc sở hữu của ngư dân địa phương.
- Aberdeen Centre là một khu nhà ở tư nhân nằm ở thị trấn Aberdeen, thuộc sở hữu của công ty Hutchison Whampoa Limited. Hai mươi tòa nhà (nhà khối) có 2.788 căn thuộc sở hữu cá nhân, đã cung cấp chỗ ở cho các gia đình trung lưu Hồng Kông trong hơn ba mươi năm.

## Lịch sử

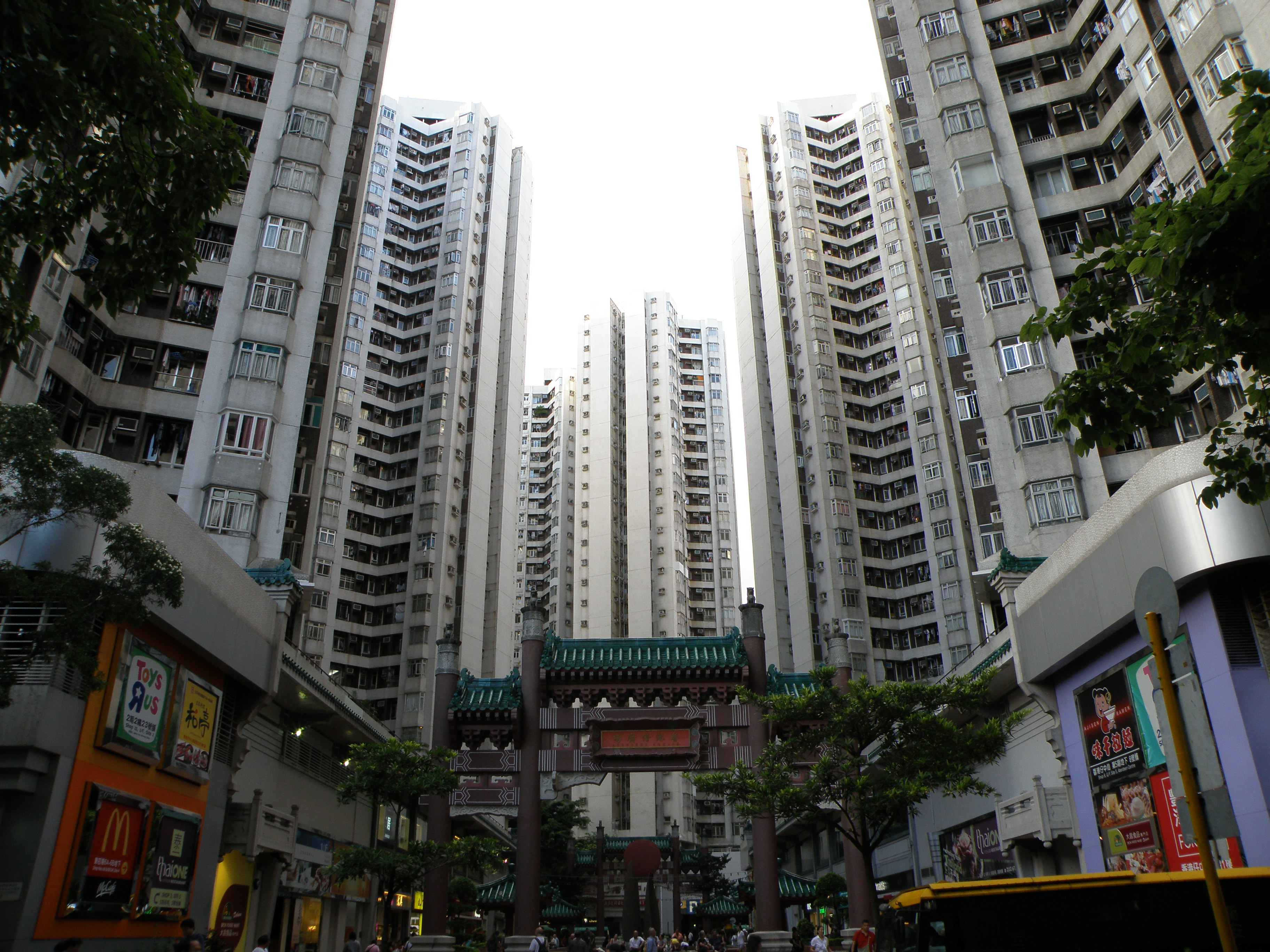
Lối vào của Quảng trường Aberdeen ở Aberdeen Centre

Dưới thời nhà Minh và đầu nhà Thanh, việc sản xuất hương được ghi nhận ở các ngôi làng xung quanh Hồng Kông, hiện được gọi là Tân Giới. Trầm hương được vận chuyển, bằng những chiếc thuyền buồm, từ những bến tàu ở cảng Aberdeen của Hồng Kông đến các nơi khác ở Trung Quốc, châu Á và thậm chí đến tận vùng Ả Rập. Vì vậy, những bến cảng ở khu vực Aberdeen, Hồng Kông thường được gọi là"cảng hương trầm"hay"bến cảng thơm"bởi người ghe thuyền bản địa. Có một câu chuyện kể rằng khi quân thực dân Anh đến nơi này vào những năm 1840, họ có thể ngửi thấy mùi những que hương đang cháy; từ đó cái tên bị nhầm lẫn và được áp dụng cho toàn bộ hòn đảo.
Trong tiếng Quảng Đông, Aberdeen được biết đến với tên bản địa là Hương Cảng Tể có nghĩa là"Cảng nhang nhỏ", trước đó,"Hương Cảng"là tên ban đầu của làng Aberdeen ngày nay. Hương Cảng Thôn (香港村,"làng Hương Cảng") trên đảo Áp Lợi Châu được đề cập trên những bản đồ từ thời Minh triều. Một vi (làng có tường thành bao quanh) khác tên là Hương Cảng Vi ở Hoàng Trúc Khanh cũng được xây dựng dưới thời Càn Long nhà Thanh. Aberdeen còn có tên khác là Thạch Bài Loan (石排灣).
Trong Thế chiến thứ hai, trong suốt thời kỳ Nhật chiếm Hồng Kông (1941–1945), tên Hán ngữ của Aberdeen, Hương Cảng Tể, được đổi sang tiếng Nhật thành Moto Honkon (元香港; Nguyên Hương Cảng), có nghĩa là"Hồng Kông gốc".

## Cơ quan

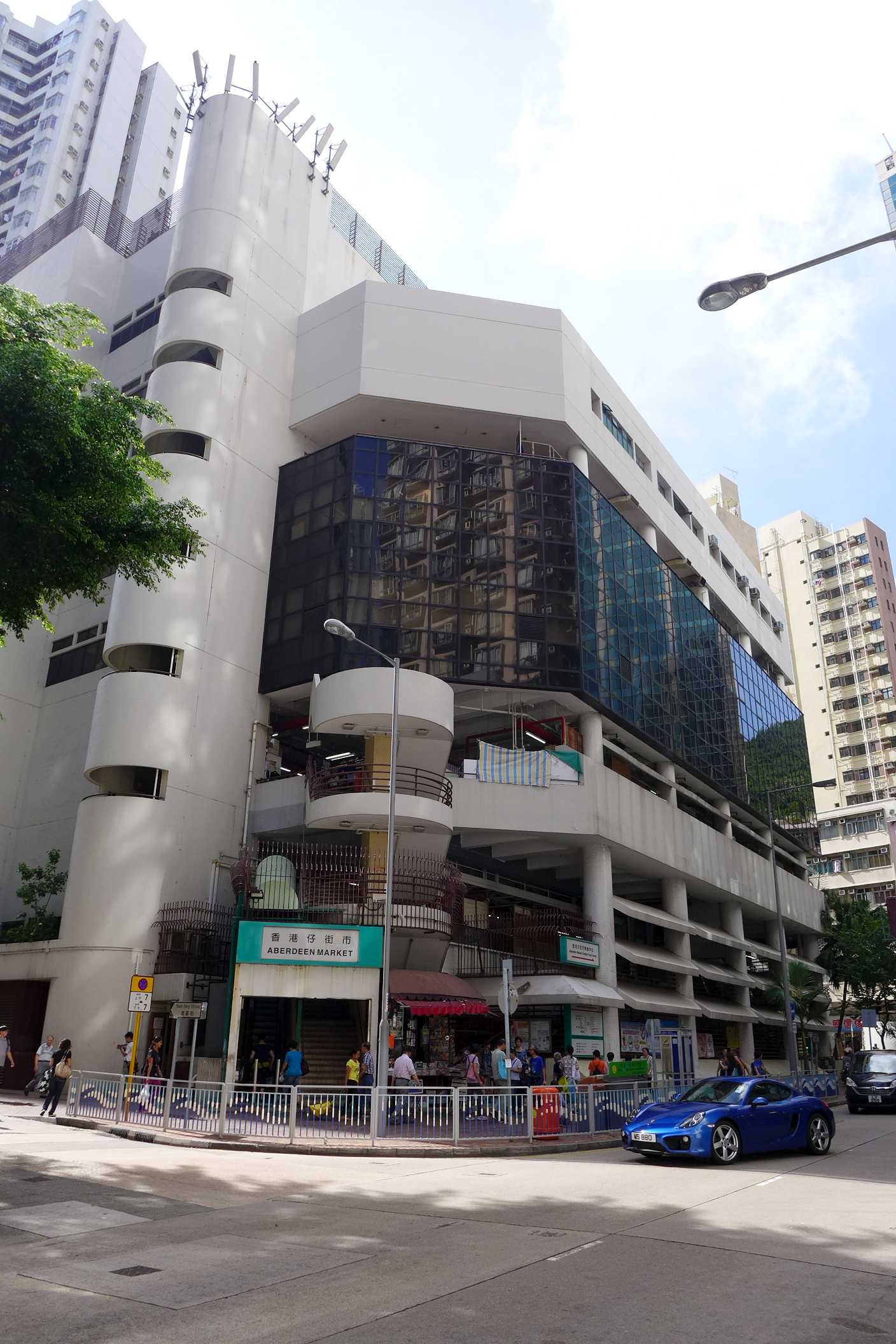
Tòa nhà dịch vụ thành phố Aberdeen

Hội Phúc lợi Nhai phường Aberdeen (viết tắt là"AKA"; tiếng Hoa: 香港仔街坊福利會), tọa lạc tại 180B đường Đại Aberdeen, cung cấp dịch vụ tiếp cận cộng đồng và người cao tuổi trên toàn Quận Nam. Hội cung cấp dịch vụ cho thanh thiếu niên thông qua Harmony Life Enrichment Centre. Ngoài ra, nó cũng nhằm mục đích làm cầu nối giữa thanh thiếu niên và người già trong quận thông qua Linkages Centre, nằm tại Carpark Block, Thạch Bài Loan Thôn.
Tổ chức từ thiện Tam viện Đông Hoa có tổng cộng bốn doanh nghiệp xã hội tại Aberdeen; một trong số đó là Cookeasy, là một dự án hợp tác với công ty Towngas, tạo cơ hội việc làm cho người khuyết tật và thúc đẩy văn hóa ăn kiêng lành mạnh.
Aberdeen là một trong 19 khu vực bầu cử của Hội đồng Quận Nam. Mỗi khu vực đều có một thành viên được bầu trong Hội đồng. Tính đến  năm 2018, thành viên hội đồng đại diện cho khu vực Aberdeen là Pauline Yam.

## Văn hóa

### Ẩm thực

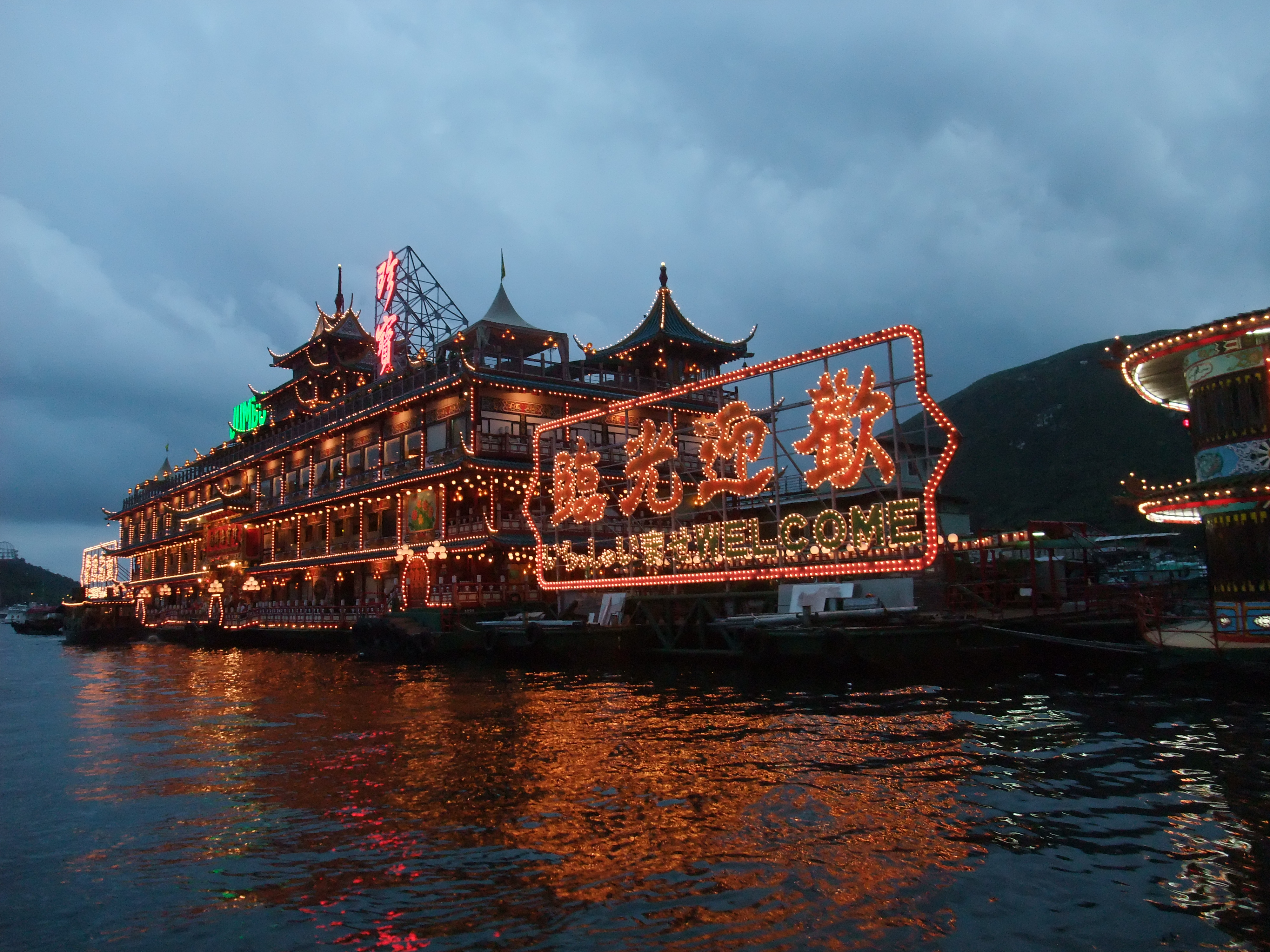
Nhà hàng nổi Jumbo

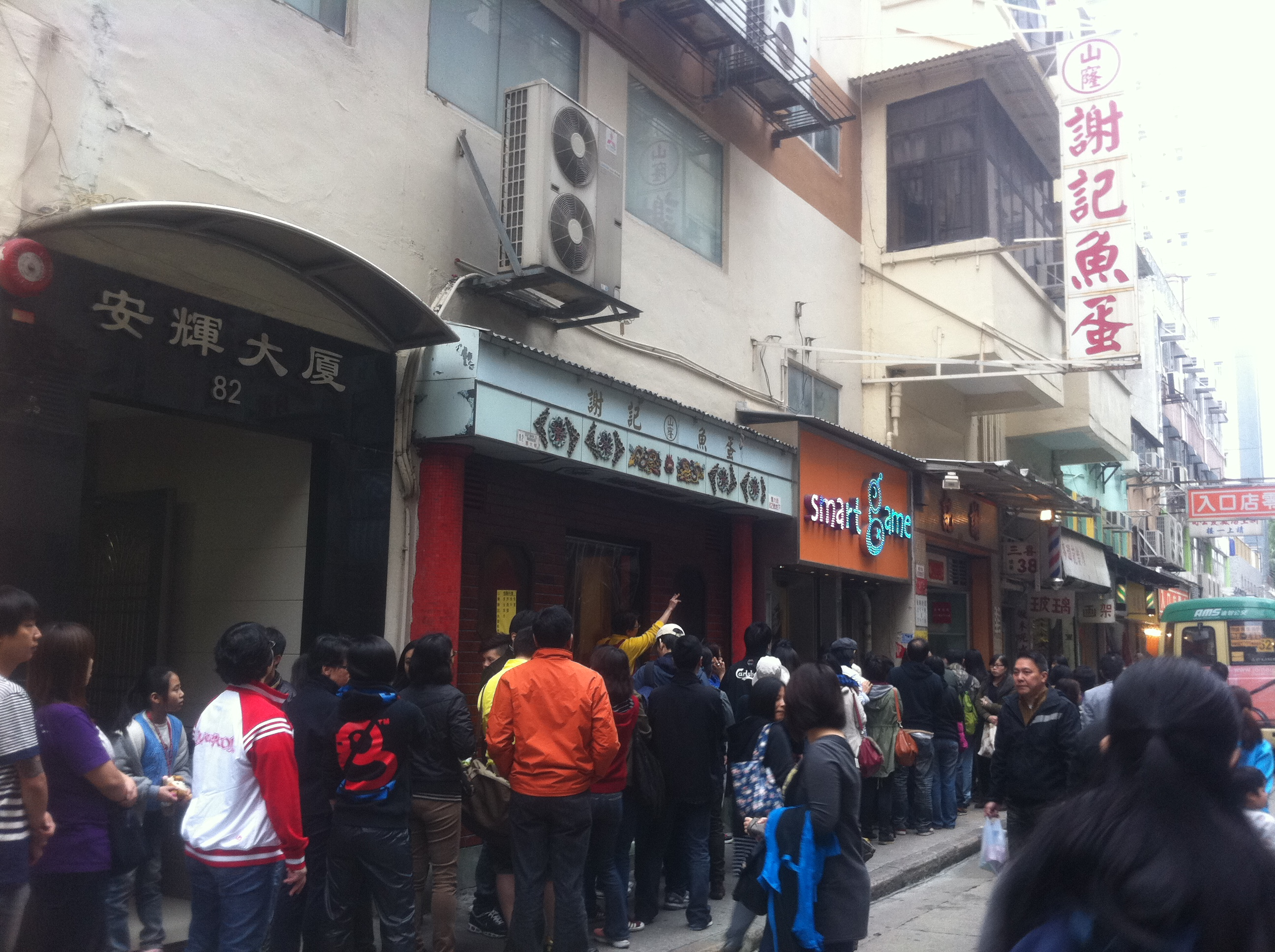
Người dân xếp hàng trước nhà hàng Tạ Ký

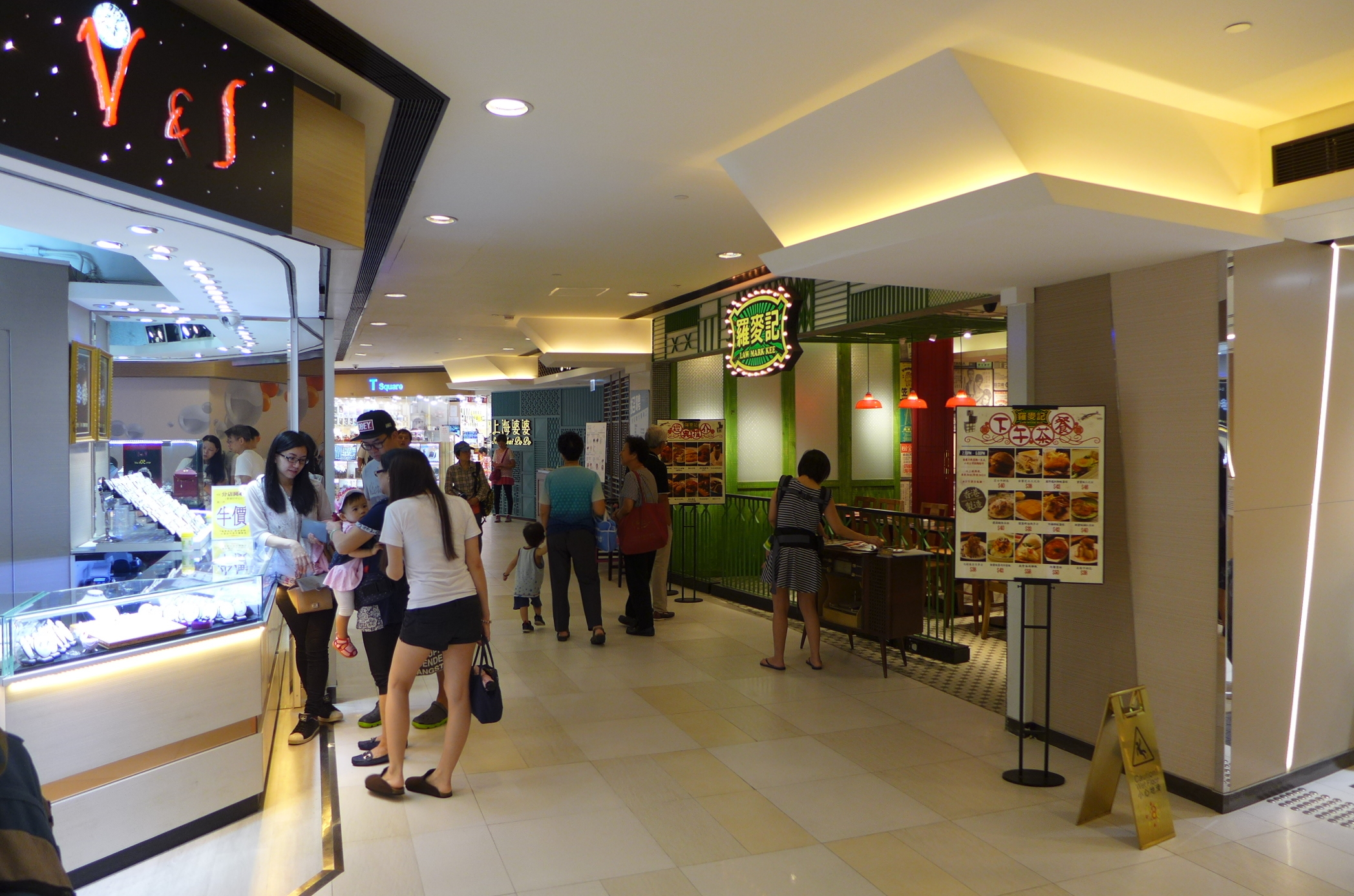
Nhà hàng ở Aberdeen Centre

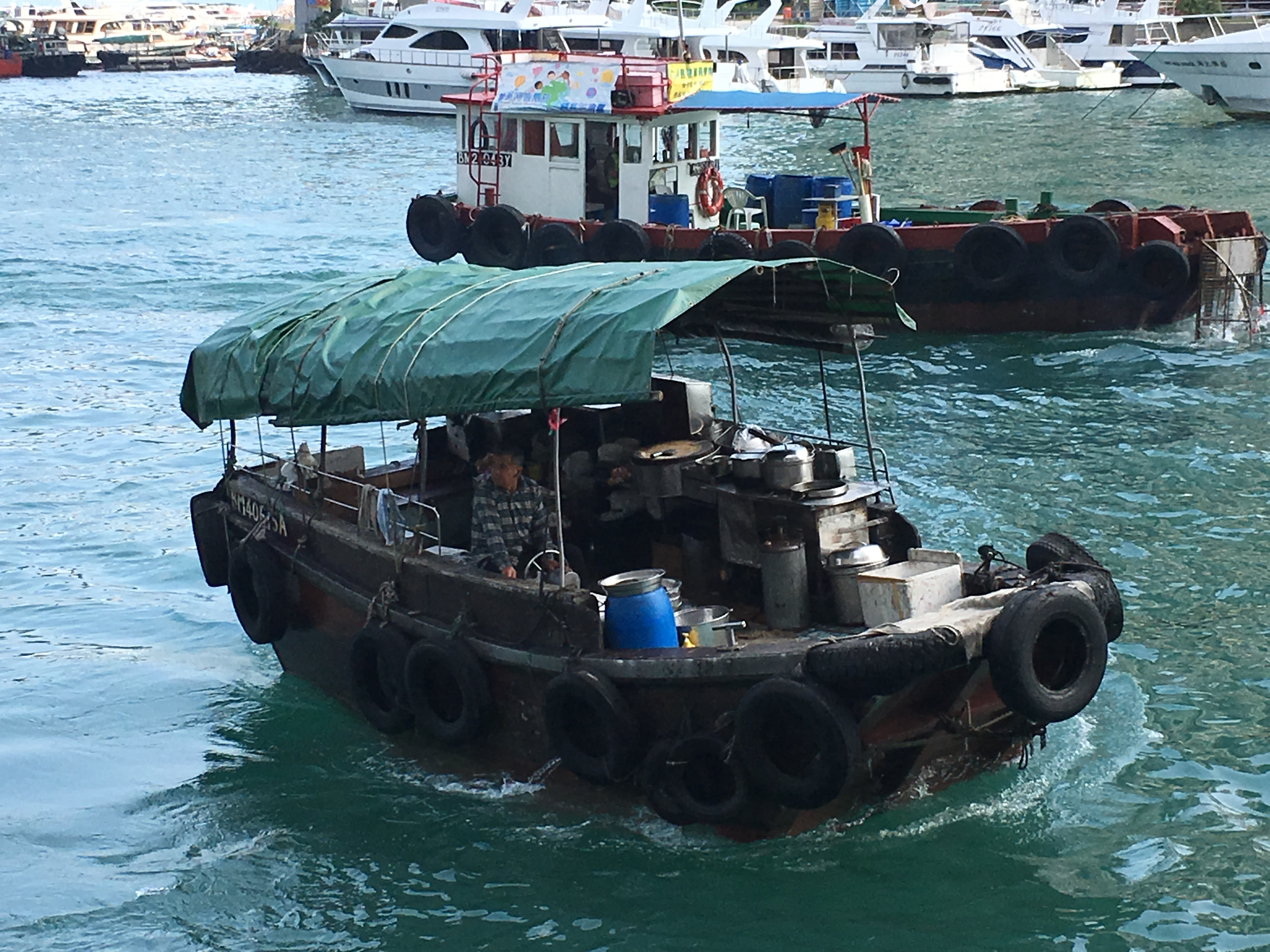
Bán mì trên ghe thuyền truyền thống Lau Kee

Neo đậu tại bến cảng giữa Hoàng Trúc Khanh và Áp Lợi Châu, nhà hàng nổi Jumbo là một điểm du lịch nổi tiếng của Aberdeen. Được thiết kế giống với một cung điện nổi từ thời phong kiến Trung Hoa, nó đã thu hút hơn 30 triệu du khách kể từ khi mở cửa năm 1976.
Nhà hàng gia đình Sơn Long Tạ Ký (山窿謝記) phục vụ món cá viên kiểu Triều Châu với mì súp trong vòng 65 năm cho đến khi đóng cửa vào ngày 31 tháng 3 năm 2012 do giá cá tăng và vấn đề nhân sự. Nhà hàng Tạ Ký (Tse Kee) đã phục vụ những vị khách nổi tiếng như Christopher Patten, cựu Thống đốc Hồng Kông (1992–1997); Tăng Âm Quyền, cựu Đặc khu trưởng Đặc khu Hồng Kông (người đứng đầu Chính phủ) (2005–2012); Đường Anh Niên, cựu Ty trưởng Ty Chính vụ Hồng Kông (2007–2011); Lương Gia Huy, một diễn viên nổi tiếng; Sái Lan, một nhà phê bình thực phẩm nổi tiếng; và Trần Dịch Tấn, một ca sĩ nổi tiếng. Nhà hàng Tạ Ký đã từng giúp thực hiện"Văn hóa mì cá viên Aberdeen"(香港仔魚蛋粉) nổi tiếng.
Sáu tửu lâu (quán ăn, 酒樓) như Đạo Hương và Phú Lâm nằm trong nhưng khu phố của Aberdeen. Một tiệm ăn Quảng Đông truyền thống thường được gọi là châu ký (周記) nằm trên đường Đại Aberdeen. Nhóm nhà hàng mì Nam Ký (南記; Nam Kee) mở hàng ở Aberdeen vào đầu những năm 1980, quảng bá cho"Văn hóa mì cá viên Aberdeen"(香港仔魚蛋粉). Nam Ký có hai quán ăn ở Aberdeen, cùng với mười ba quán khác ở Hồng Kông. Có một số nhà hàng mì Trung Quốc khác nằm ở Aberdeen Centre có chất lượng dịch vụ tốt.
Một số nhà hàng thức ăn nhanh như McDonald's, KFC, Yoshinoya, Fairwood, Café de Coral và MX Maxim tọa lạc tại Aberdeen Centre, cùng với Trà Xan Sảnh (nhà hàng đồ ăn nhanh phong cách Hồng Kông) ví dụ như nhà hàng Thái Hưng (太興) và nhà hàng Thúy Hoa.
Aberbeen cũng là nơi tọa lạc của một số nhà hàng Nhật Bản như Genki, Watei (和亭) và Sushi Express; Thai One, một nhà hàng Thái; và Viet's Choice (越棧; Việt sạn, một nhà hàng của người Việt. Ngoài ra, Pacific Bar cũng nằm ở đây, chủ yếu phục vụ cho người nước ngoài sống ở 'Aberdeen Centre', khu nhà ở sở hữu cá nhân.

### Lễ hội và sự kiện

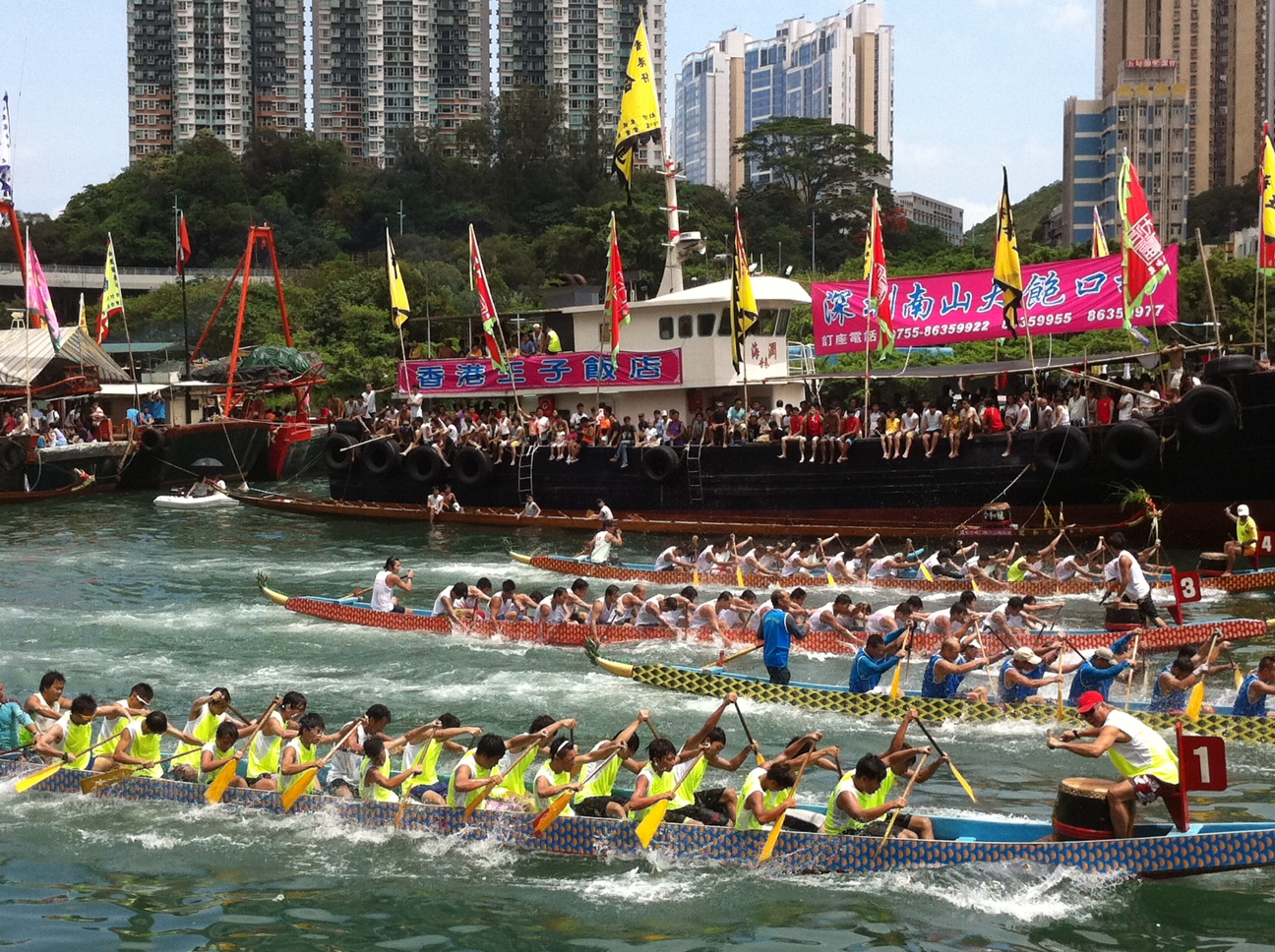
Đua thuyền rồng ở cảng Aberdeen

Trong tết Đoan Ngọ của người Hoa, còn được gọi là Long thuyền tiết, bến cảng Aberdeen trở thành địa điểm của cuộc đua thuyền rồng ở Quận Nam. Chính quyền quận cũng tổ chức các cuộc đua tương tự vào ngày Dục Lan tiết tại các bến cảng hoặc sông trên địa bàn quận. Mặc dù cuộc đua ở cảng Aberdeen không nổi tiếng như cuộc đua sông Thành Môn, nhưng nó vẫn thu hút nhiều khách du lịch và người dân địa phương hàng năm.
Lễ hội Văn hóa và Du lịch Quận Nam  được tổ chức bởi Hội đồng Quận Nam, nơi diễn ra các cuộc đua ở Công viên Hải tân Aberdeen, các tour du lịch của thị trấn Aberdeen và Lễ hội Vũ Hoả long Trung thu ở khu Aberdeen hàng năm.
Quảng trường Aberdeen (Aberdeen Square), nằm ở Aberdeen Centre, là địa điểm thường xuyên diễn ra các sự kiện của các tổ chức địa phương, bao gồm hội chợ, sự kiện khuyến mãi và các sự kiện từ thiện. Quảng trường đôi khi được Hội đồng quận sử dụng để tổ chức các hội chợ và buổi hòa nhạc buổi tối trong các lễ hội như Tết Nguyên đán và Giáng Sinh.

### Du lịch

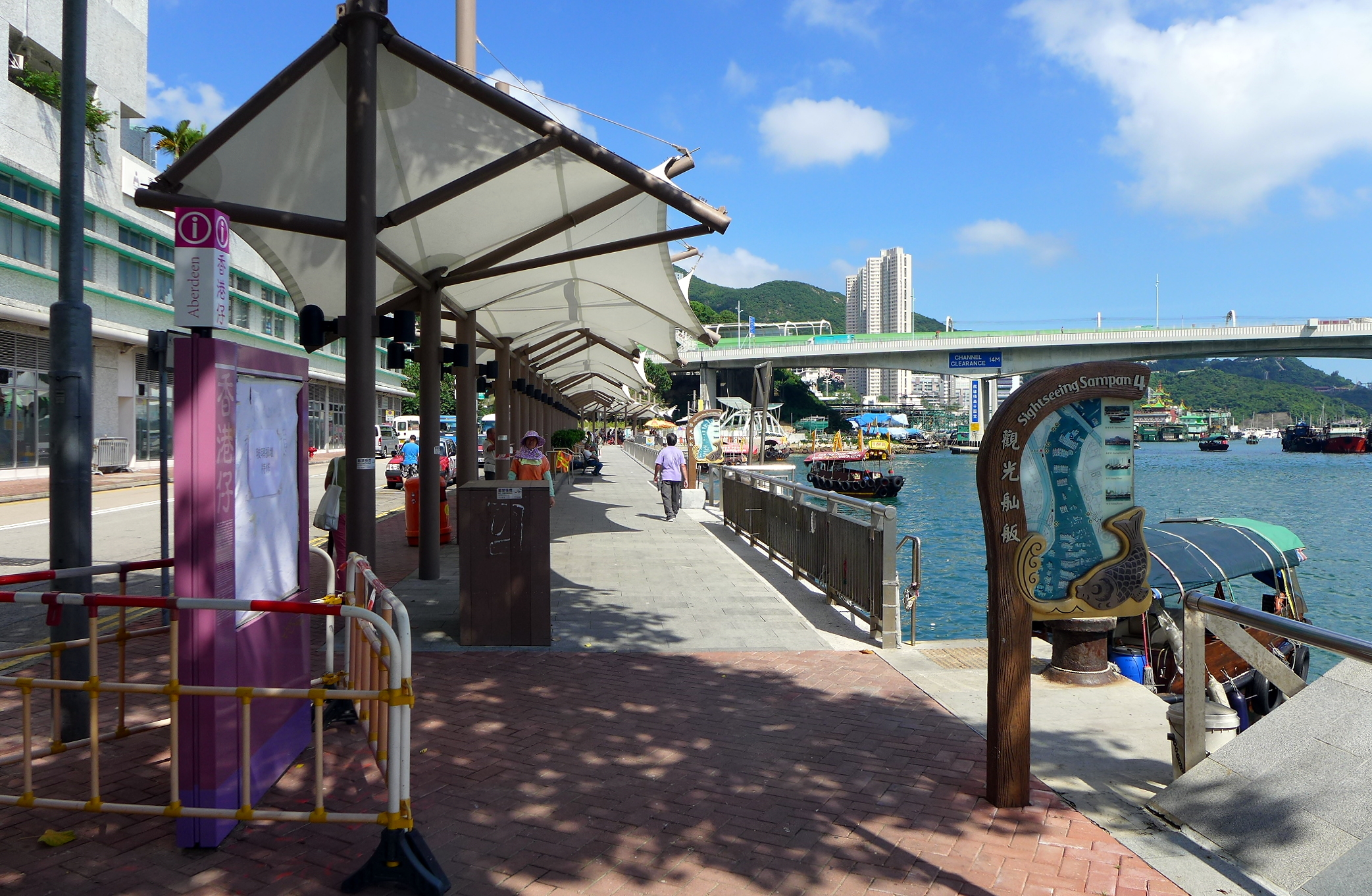
Quang cảnh bến tàu Sampan gần cảng Aberdeen

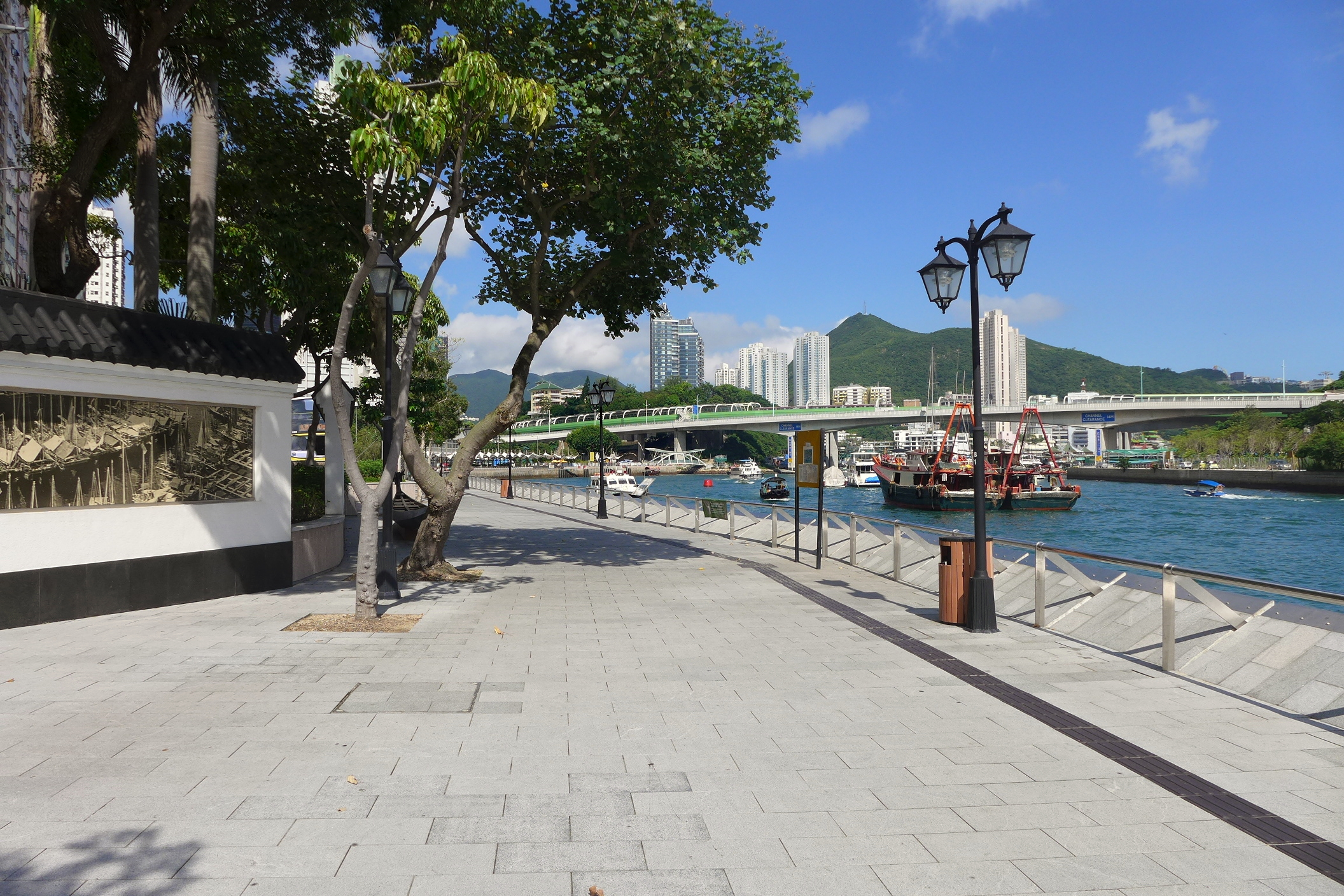
Công viên Hải tân Aberdeen

Công viên Hải tân Aberdeen nằm sát bên cảng Aberdeen ở phía thị trấn Aberdeen, cũng như cây cầu Áp Lợi Châu và cầu Eo biển Aberdeen, là những địa điểm nổi tiếng để khách du lịch chụp ảnh cảng Aberdeen. Cả hai khu vực đều thu hút nhiều khách du lịch.
Tuyến đường của Big Bus Tours Hong Kong  bao gồm đường Aberdeen Praya, nơi khách du lịch có thể chụp ảnh cảng Aberdeen trên các xe buýt mở.
Thuyền tam bản có thể được thuê bởi khách du lịch cho một tour du lịch quanh cảng Aberdeen.
Aberdeen thu hút nhiều khách du lịch vì nơi đây nằm trong vùng lân cận Công viên Đại Dương, cũng nằm ở Quận Nam, gần Sân thể thao Aberdeen, là công viên giải trí nổi tiếng khác ngoài Hong Kong Disneyland.

## Cơ sở hạ tầng

### Khách sạn
Mojo Nomad Aberdeen nằm ở số 100 đường Thạch Bài Loan và có 52 căn phòng. L'hotel Island South, tọa lạc tại 55 đường Hoàng Trúc Khanh, nằm gần Công viên Đại Dương nổi tiếng.

### Bệnh viện

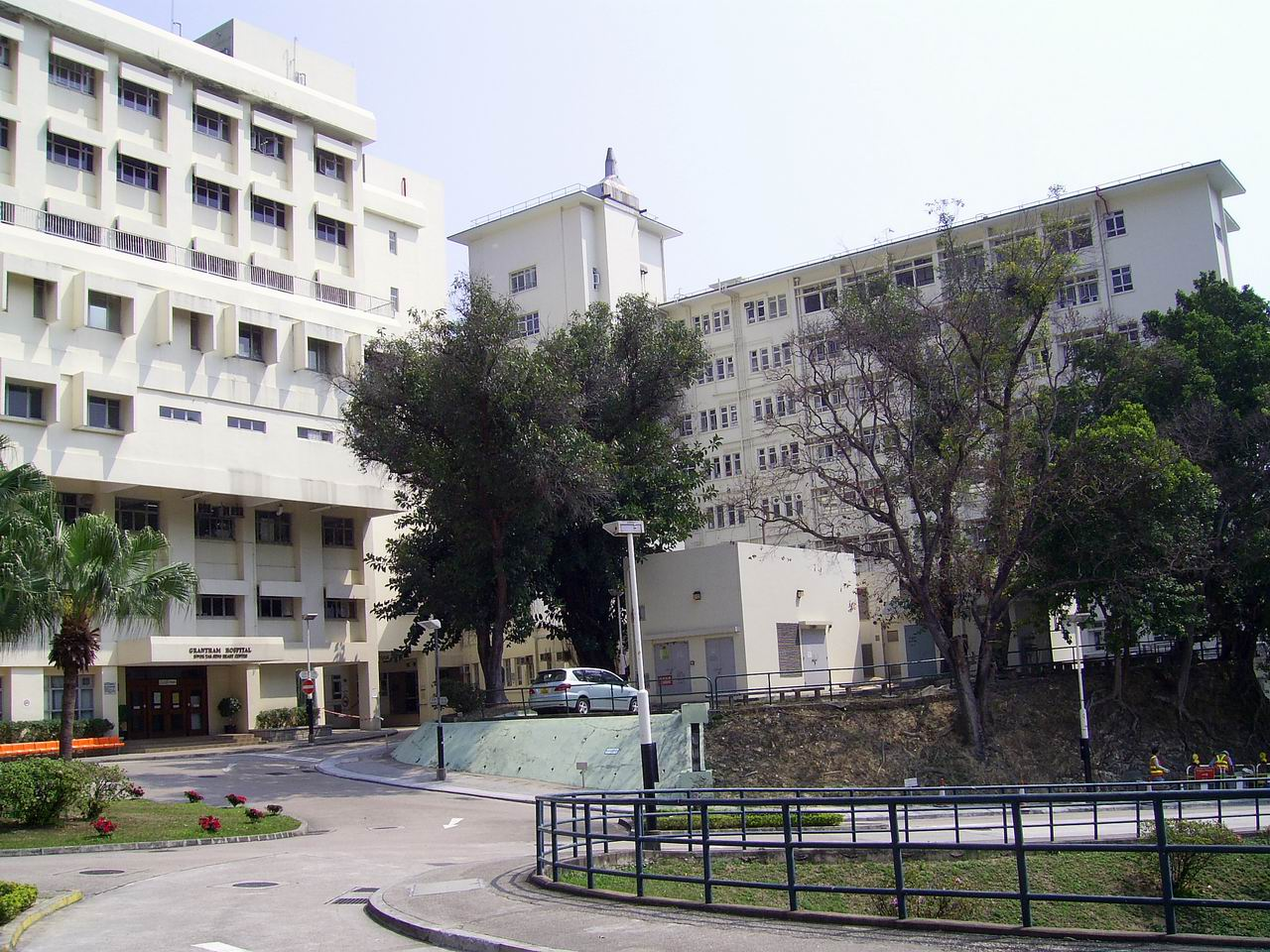
Bệnh viện Grantham

Bệnh viện Grantham, tọa lạc tại số 125 đường Hoàng Trúc Khanh, đã phục vụ người dân ở Quận Nam trong hơn nửa thế kỉ cùng với Bệnh viện Queen Mary (cũng nằm gần Aberdeen). Bệnh viện Grantham chuyên điều trị y tế toàn diện cho các bệnh tim và phổi ở người trưởng thành, cũng như các dịch vụ lão khoa và thuốc giảm đau cấp tính.

## Kinh tế
Trụ sở chính của tờ báo Văn Hối nằm tại Hing Wai Centre (興偉中心; Hưng Vĩ Trung tâm) ở Abderdeen.

## Giáo dục

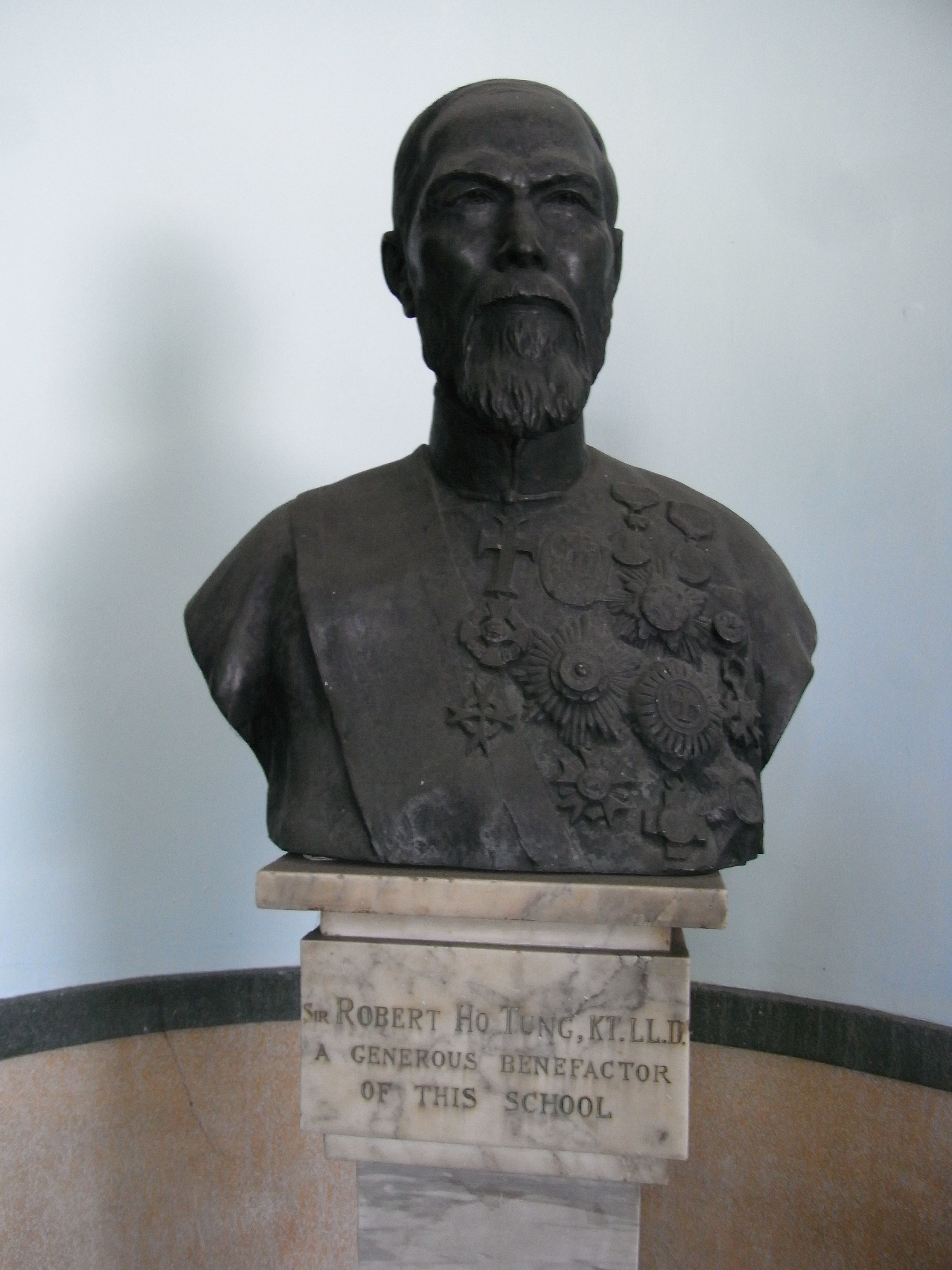
Tượng bán thân Sir Robert Hà Đông tại Học hiệu Công nghiệp Aberdeen.

Trường Quốc tế Canada Hồng Kông, Trường Quốc tế Singapore và Học viện Victoria Thượng Hải đều nằm trên Nam Lãng Sơn. Cả Trường Quốc tế Canada và Học viện Victoria Thượng Hải đều là trường tú tài quốc tế (IB), và điều hành cả ba chương trình giáo dục của IB. Trong khi đó, Trường Quốc tế Montessori nằm trên đảo Áp Lợi Châu gần Aberdeen. Còn Trường South Island thì nằm không xa đảo Hồng Kông.
Các trường trung học bản địa của người Hoa tại quận Aberdeen bao gồm Pui Tak Canossian College, Trường trung học St. Peter ở Aberdeen Centre, Trường kỹ thuật Aberdeen ở Hoàng Trúc Khanh và Aberdeen Baptist Lui Ming Choi College ở Áp Lợi Châu.

## Vận tải

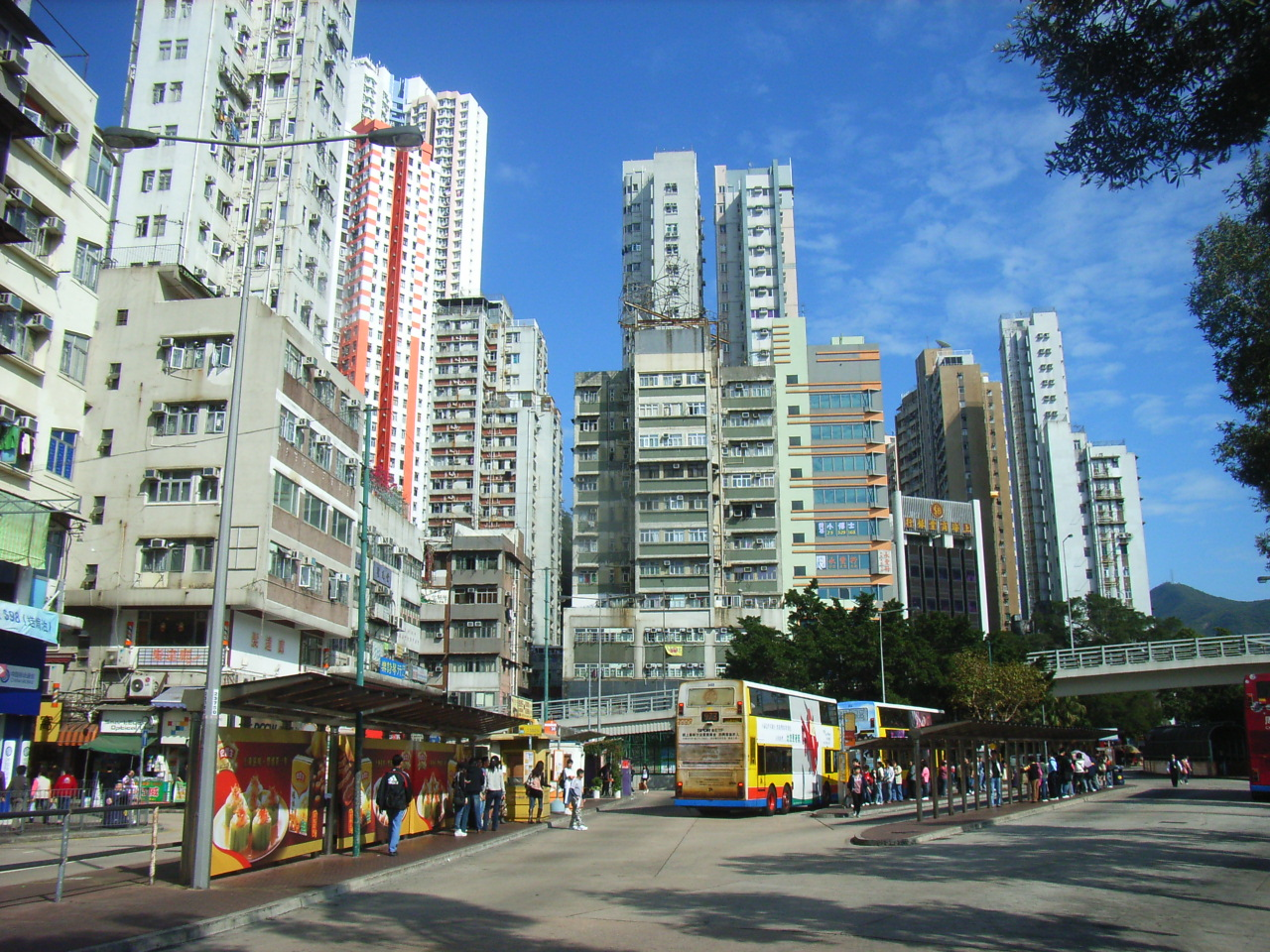
Trạm xe buýt ở Aberbeen

Để đến Aberdeen hay hải cảng Aberdeen, du khách có thể đi tuyến xe buýt 7, 37A, 37B, 37X, 38, 40P, 41A, 42, 42C, 48, 70, 70A, 71, 71P, 72, 73, 73P, 76, 77, 77X, 78, 91, 91A, 93, 93A, 93C, 94, 94A, 95, 95C, 98, 107, 107P, 170, 973, A10, N72 hoặc N170, và xuống tại trạm xe buýt"Công viên Hải tân Aberdeen, Đường Aberdeen Praya". Điểm dừng xe buýt này nằm sát bên cảng Aberdeen.
Aberdeen được phục vụ bởi các tuyến đường Bác Phù Lâm, đường hầm Aberdeen và đường Nam Phong qua Hoàng Trúc Khanh. Đường Nam Phong nối Đường Thâm Thủy Loan, cũng kết nối với đường Hoàng Nê Dũng Hạp đến Happy Valley. Ngoài ra, nơi đây còn có cây cầu Áp Lợi Châu nối Aberdeen với nơi cùng tên qua cảng Aberdeen.
Nhà ga Aberdeen, thuộc Đoạn Tây tuyến có đường sắt Nam Cảng Đảo của MTR sẽ đi qua Aberdeen. Hiện tại ga gần nhất là ga Hoàng Trúc Khanh trên tuyến Nam Cảng Đảo, nơi có các tuyến xe buýt trung chuyển và xe buýt nhỏ đến Aberdeen.
Hành khách trên tuyến đường sắt cũng có thể đến Aberdeen bằng cách sử dụng những chiếc thuyền nhỏ mang tên"nhai độ"từ đường Đại ở Áp Lợi Châu gần nhà ga Lợi Đông (Lối ra A1). Ngoài tuyến đường Áp Lợi Châu, các chuyến phà thường xuyên cũng khởi hành từ Aberdeen đến Dung Thọ Loan và Sách Cổ Loan trên đảo Nam Nha và Bồ Đài.
Vận chuyển đến và đi từ những chiếc thuyền trong bến cảng thường được vận tải bởi thuyền tam bản. Ngoài ra, chúng cũng có thể được thuê đến đảo Nam Nha.

## Giải trí

### Thể thao

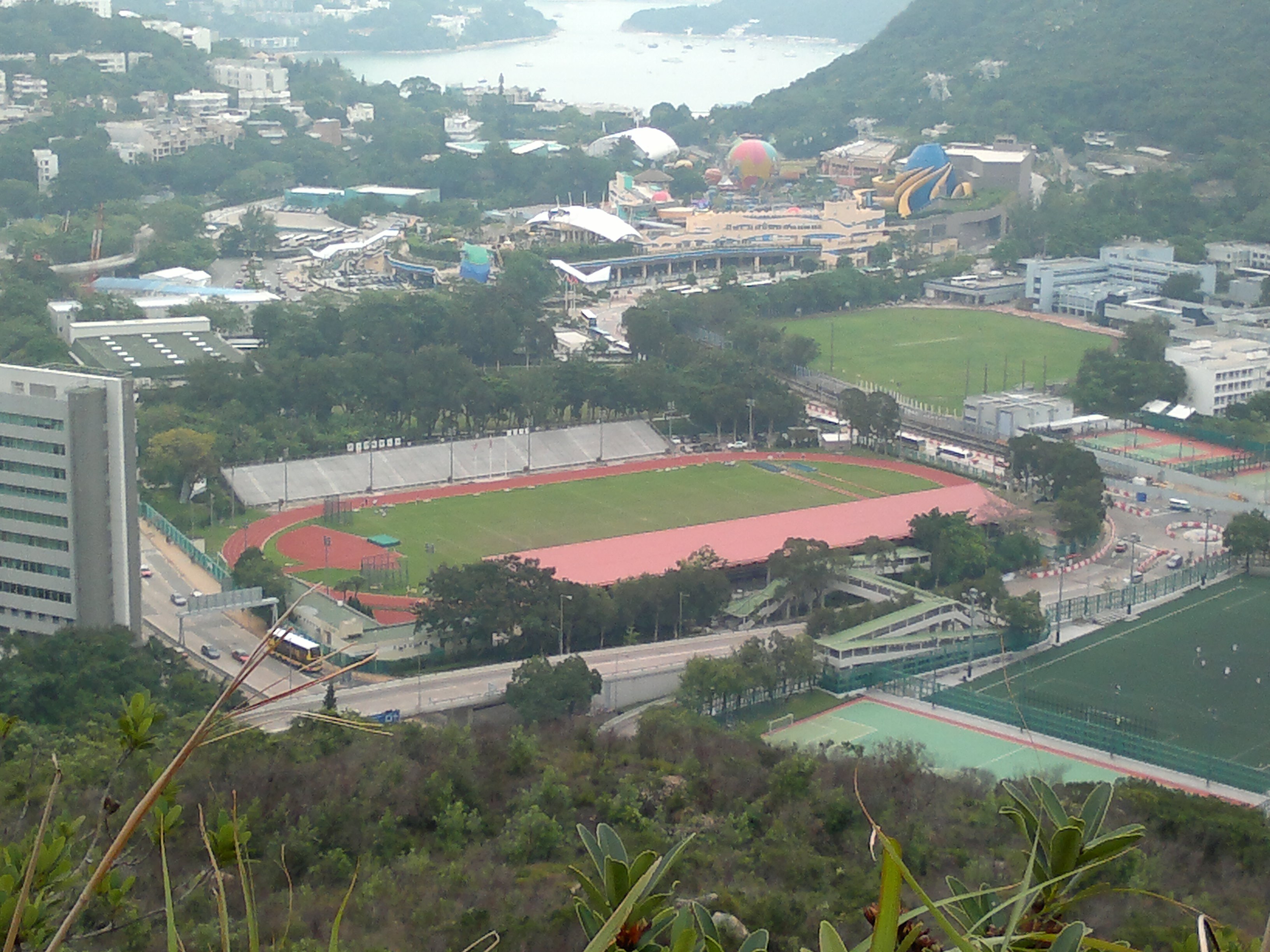
Sân thể thao Aberdeen

Sân thể thao Aberdeen là một địa điểm sự kiện và thể thao lớn ở Quận Nam. Đây thường là địa điểm tổ chức Ngày hội Thể thao hàng năm cho nhiều trường tiểu và trung học địa phương ở nơi đây. Ngoài ra, sân thể theo cũng là địa điểm thường thấy của sự kiện Nạn đói 30 giờ do Tổ chức Tầm nhìn Thế giới Hồng Kông tổ chức. Sân thể thao Aberdeen là sân nhà của đội bóng đá của quận, South District RSA.
Trung tâm thể thao Aberdeen nằm có địa chỉ 5/F và 6/F của Tòa nhà Dịch vụ Thành phố Aberdeen, số 203 đường Đại Aberdeen. Trung tâm có một đấu trường đa năng, có thể được chuyển đổi thành một sân bóng rổ hoặc một sân bóng chuyền hoặc bốn sân cầu lông. Ngoài ra còn có một sân bóng quần, có thể được chuyển đổi thành một phòng bóng bàn hoặc một phòng hoạt động đa mục đích.
Trung tâm quần vợt và bóng quần Aberdeen nằm ở số 1 đường Aberdeen Praya, cạnh tòa nhà Ocean Court. Trung tâm bao gồm 8 sân tennis và sáu sân bóng quần, có thể được chuyển đổi thành phòng bóng bàn hoặc phòng hoạt động đa năng, hai phòng bi-a của Mỹ, phòng tập thể dục, bãi đậu xe trả phí và phòng sơ cứu. Không giống như các câu lạc bộ tư nhân khác, các cơ sở tại Trung tâm thể thao Aberdeen và Trung tâm quần vợt và bóng quần Aberdeen có thể được dành riêng cho những người có thẻ chứng minh thư Hồng Kông, kể người dân bản xứ hay người ngoại quốc. Giá thường dưới 100 đô la Hồng Kông.
Sân thể thao Aberdeen mở cửa miễn phí cho công chúng bất cứ khi nào đội bóng đá của quận, Southern District RSA, không tập luyện.

### Công viên

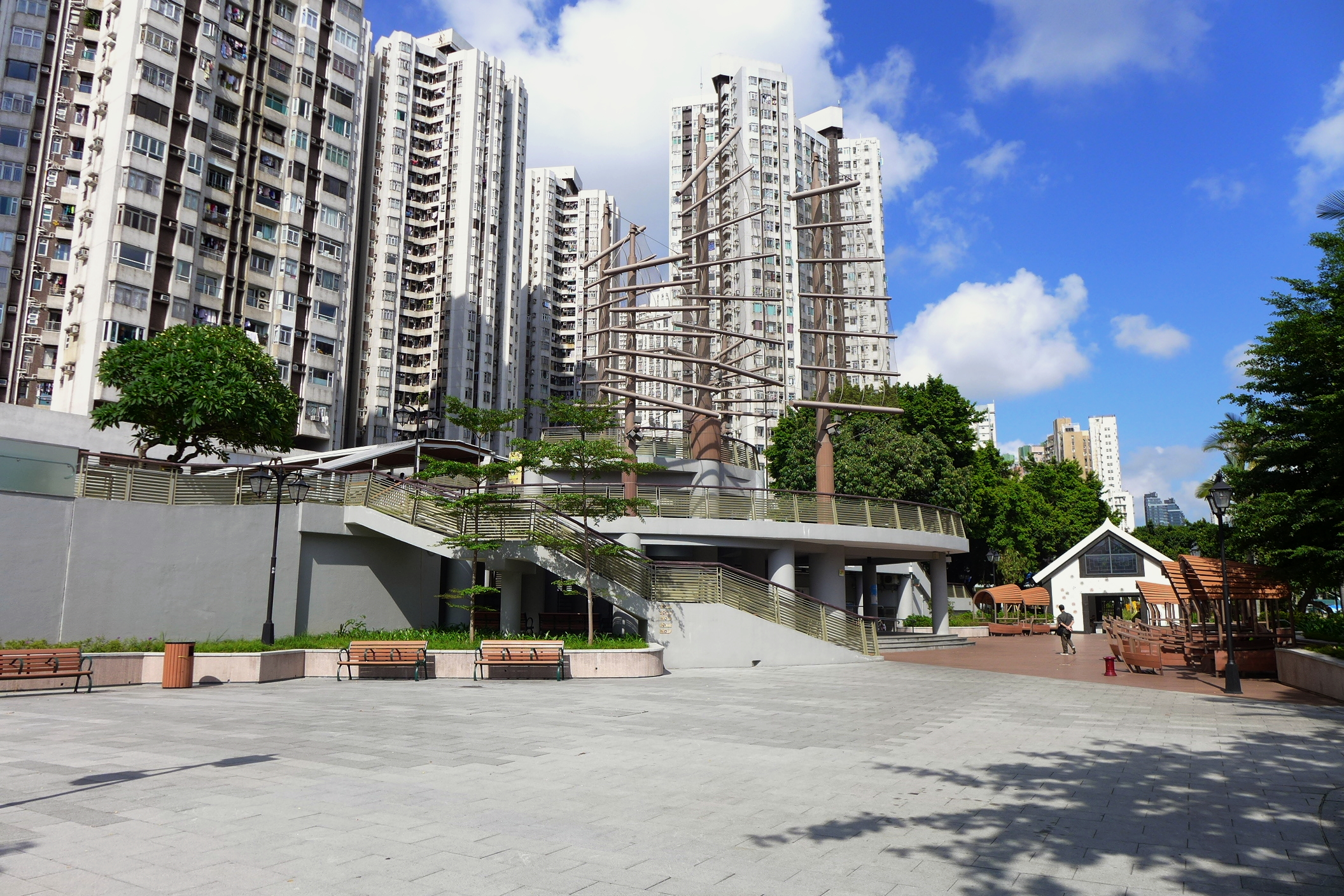
Quang cảnh Công viên Hải tân Aberdeen

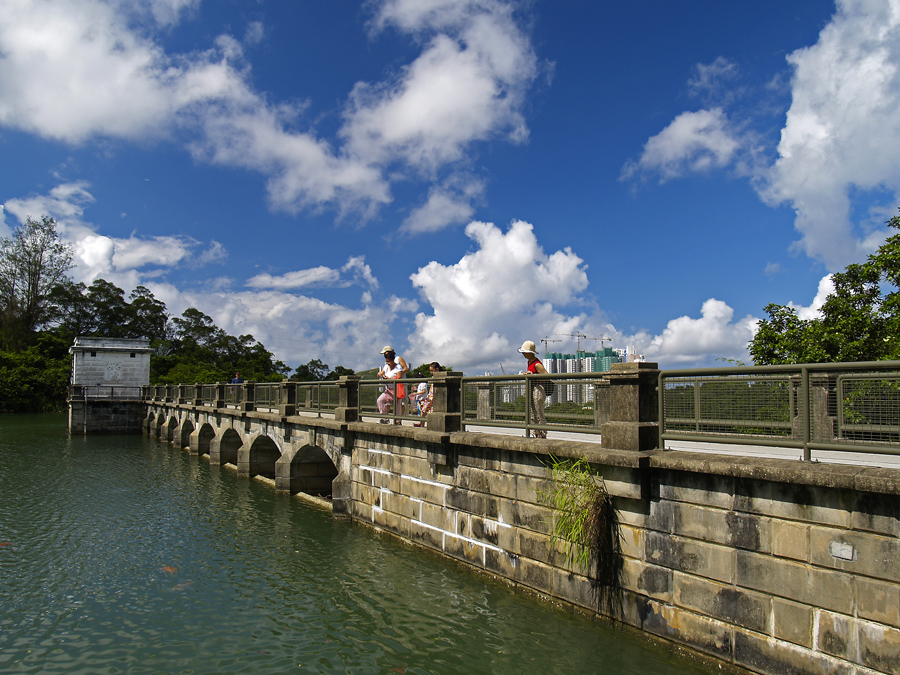
Hồ chứa nước Aberdeen

Công viên giao dã Aberdeen (香港仔郊野公園), thường được dân bản xứ gọi là"Công viên hồ chứa Aberdeen"(香港仔水塘公園), vì nó được bao quanh bởi Hồ chứa nước Aberdeen (thượng hồ và hạ hồ). Đây là một điểm phổ biến cho người dân bản địa để có bữa ăn thịt nướng cũng như một nơi thường xuyên cho các tổ chức xã hội và nhà thờ địa phương để tổ chức các hoạt động nhóm. Công viên cũng là địa điểm thường thấy của ngày Fall Picnic Day được tổ chức hàng năm bởi các trường tiểu và trung học trong vùng.
Công viên Hải tân Aberdee (ở phía Aberdeen) và Công viên Tháp chi phong Áp Lợi Châu (ở phía Áp Lợi Châu), nằm ở hai bên bờ cảng Aberdeen, là những điểm nổi tiếng nơi người dân địa phương thường chạy bộ và tập thể dục. Hai địa điểm này được sử dụng thường xuyên hơn trong khoảng thời gian từ 7 giờ tối đến 11 giờ tối, khi người dân tập thể dục sau những giờ làm việc.
Câu lạc bộ Marina Aberdeen, nằm ở Hoàng Trúc Khanh (một khu vực bên trong Aberdeen), nơi cung cấp các dịch vụ liên quan khúc côn cầu trên băng, trượt băng, yoga, thái cực quyền, bơi lội, Judo và các trải nghiệm khác cho các thành viên.